# Cnido

Cnido

Cnido era un'antica città greca dell'Anatolia, situata nella regione della Caria di fronte ad Alicarnasso. Fondata dai Dori del Peloponneso sotto la guida del mitico Triope, faceva parte della confederazione della Esapoli dorica (dal V secolo a.C. Pentapoli dorica); commerciava con l'Egitto e aveva costruito un edificio detto "Tesoro degli Cnidi" nel santuario di Delfi.

## Geografia
La città, posizionata sulla punta del golfo Ceramico di fronte all'isola di Coo, aveva due porti, essendo posta sull'estremità di un promontorio, il Triopio, unito al continente da uno stretto e breve istmo, noto come Capo Krio. 
(Erodoto, Le storie, I 174 3.)
 Questo tentativo fu presto abbandonato sia per le difficoltà intrinseche dell'opera sia perché così furono sconsigliati dall'Oracolo di Delfi.
(Erodoto, op. cit.)

## Storia
Cnido fu retta inizialmente da una struttura oligarchica composta da sessanta membri, successivamente ebbe un governo di tipo popolare. 

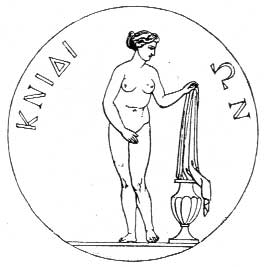
Moneta con la Venere di Cnido

La città ebbe un notevole sviluppo economico dovuto a una ingente attività commerciale; i suoi abitanti godettero di un considerevole benessere, superiore alla loro capacità politica. Cnido partecipò, anche se tardivamente, a quella diaspora colonizzatrice che portò alla formazione della Megále Hellás, la Magna Grecia costituendo delle colonie nelle Eolie e nell'Illirico. Un gruppo di suoi abitanti fondò, insieme ai Rodi, Lipara, oggi Lipari, nell'arcipelago eoliano a nord della costa settentrionale della Sicilia.
A Cnido nel 394 a.C. si svolse una battaglia navale nella quale gli Ateniesi, comandati da Conone e aiutati dai Persiani, distrussero la flotta spartana.
Durante l'epoca ellenistica Cnido fu la sede di una scuola medica, ma la teoria ottocentesca secondo la quale questa scuola sarebbe già esistita all'inizio dell'epoca classica si è rivelata infondata.
Durante la guerra tra Roma e il seleucida Antioco III Megas, Cnido fu alleata di Roma. Fu inclusa nella provincia d'Asia quando questa fu creata nel 129 a.C., rimanendo tuttavia una città libera dentro la provincia stessa, secondo quanto dice Plinio il Vecchio. Prima del 67 a.C. fu attaccata dai pirati cilici, come lo fu anche Samo ma dal 67 a.C. in  poi con la sconfitta dei pirati da parte di Pompeo godette di una certa tranquillità.

### Il Triopio

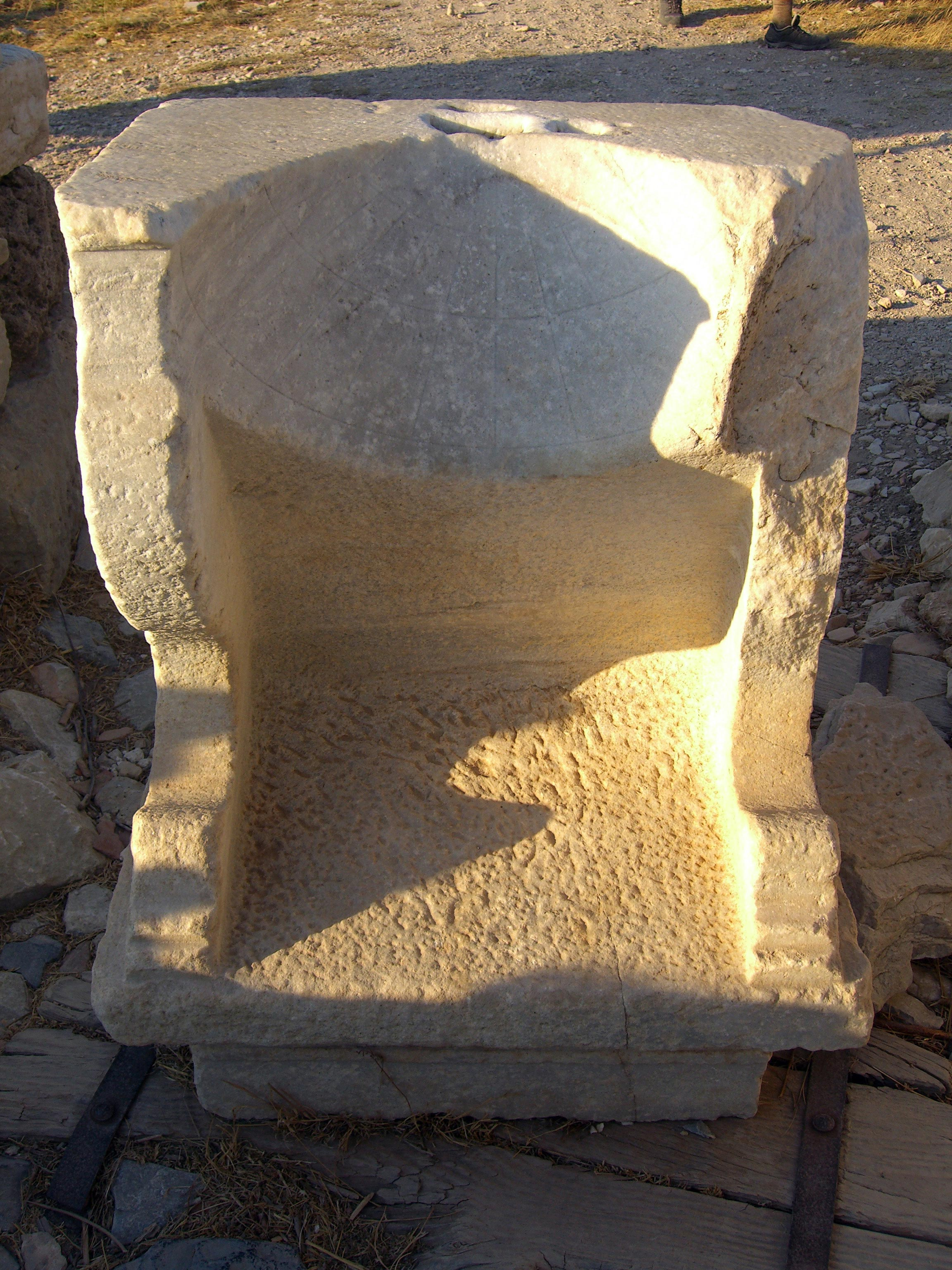
La meridiana di Cnido

A Cnido era vivo il culto di Apollo a cui era stato consacrato un promontorio, il Triopio. 
(Tucidide, La guerra del Peoloponneso, VIII 35, 2, trad. Ferrari, Milano, BUR, 2004.)

### Colonie cnidie
Da Cnido partirono due correnti colonizzatrici verso occidente, una fondò la colonia di Corcira Melaina, Curzola, sulle coste illiriche, l'altra diretta inizialmente in Sicilia al Lilibeo, sotto la guida di Pentatlo, colonizzò, dopo una sconfitta subita in Sicilia, le isole Eolie, 580 a.C.
Della colonizzazione delle Eolie parla dettagliatamente Diodoro Siculo nella sua Biblioteca Storica e Strabone nella sua Geografia.
Le Eolie cnidie, con il loro centro Lipari, assunsero un'importanza eccezionale per la posizione strategica in cui si trovavano, da esse infatti si poteva controllare il traffico marittimo che si svolgeva nel Tirreno e quello che transitava attraverso lo stretto di Messina. Sono noti gli scontri con i Tirreni (o Etruschi). La colonia prosperò tanto da poter inviare ricche decime al Santuario di Delfi.

## Archeologia

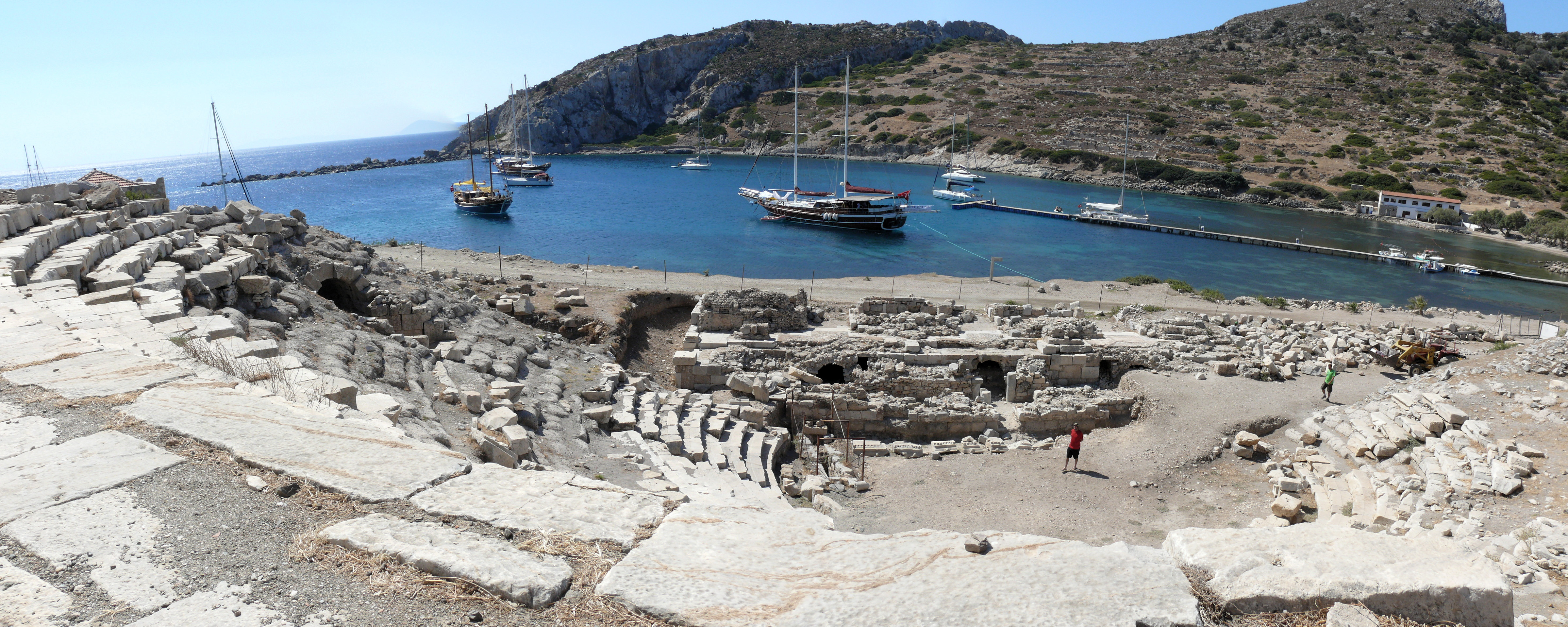
L'antico teatro di Cnido

Dell'antica Cnido sopravvivono alcuni reperti monumentali che ricoprono una grande area. Assieme a delle mura ciclopiche e resti di due porti sono rimasti due teatri e le tracce di un grande edificio, forse un tempio.
Sono stati identificati l'agorà, il teatro, un tempio di Dioniso, uno delle Muse, uno di Afrodite e un gran numero di edifici minori.
Prassitele fece per Cnido la sua più famosa  statua, l'Afrodite di Cnido, sfortunatamente andata perduta; una sua copia, ritenuta la più fedele, si trova nei Musei Vaticani. Una statua di Demetra si trova ora al British Museum.

## Monetazione
Cnido iniziò a coniare monete proprie molto presto. Almeno dalla seconda metà del VI secolo furono coniati oboli e  dracme in argento; le monete mostravano al dritto una testa di leone a al rovescio la testa di Afrodite. Queste prime monete non avevano ancora la legenda.

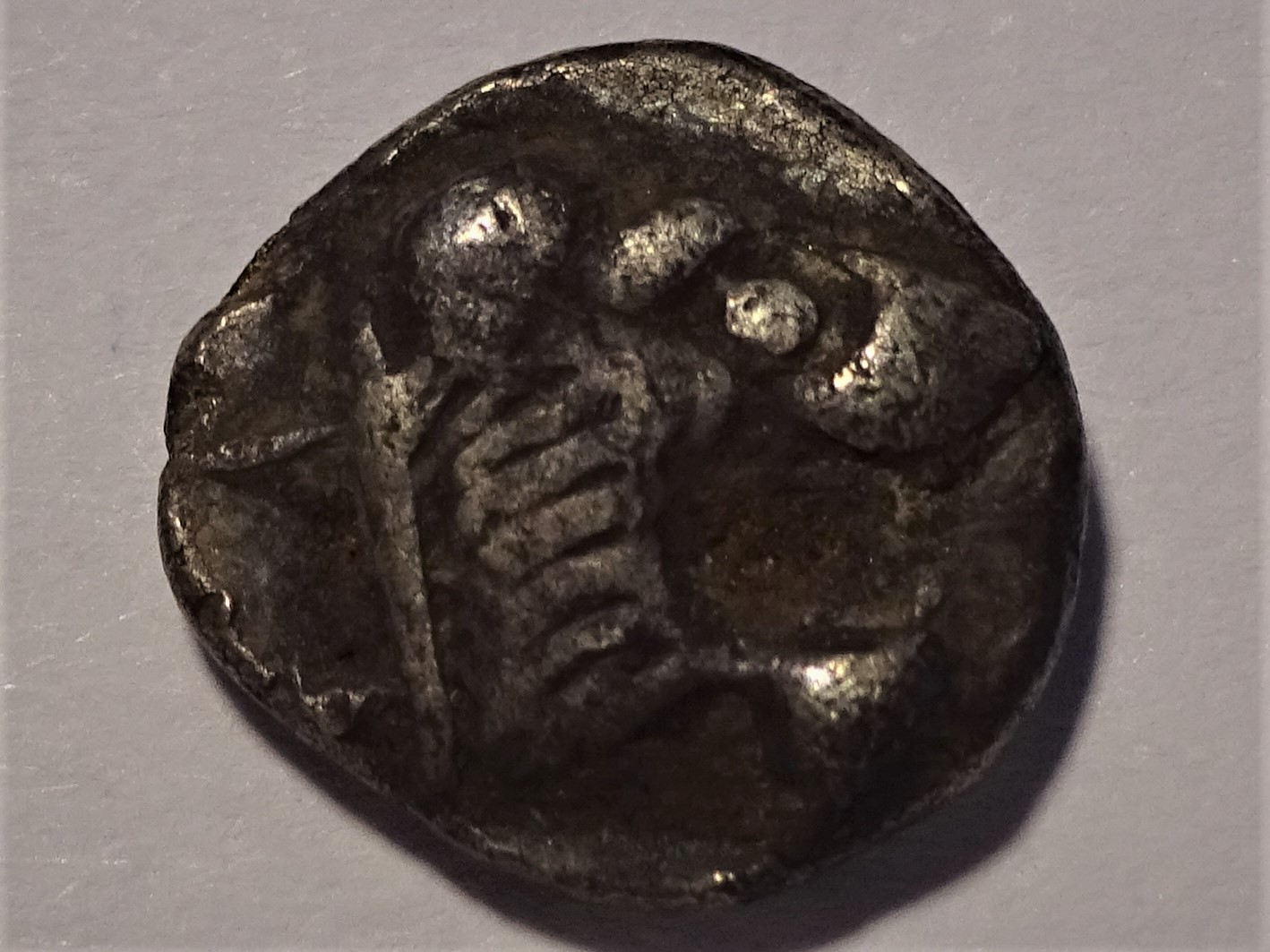
Diobolo di Knidos, Vi secolo a. C.; testa di leone

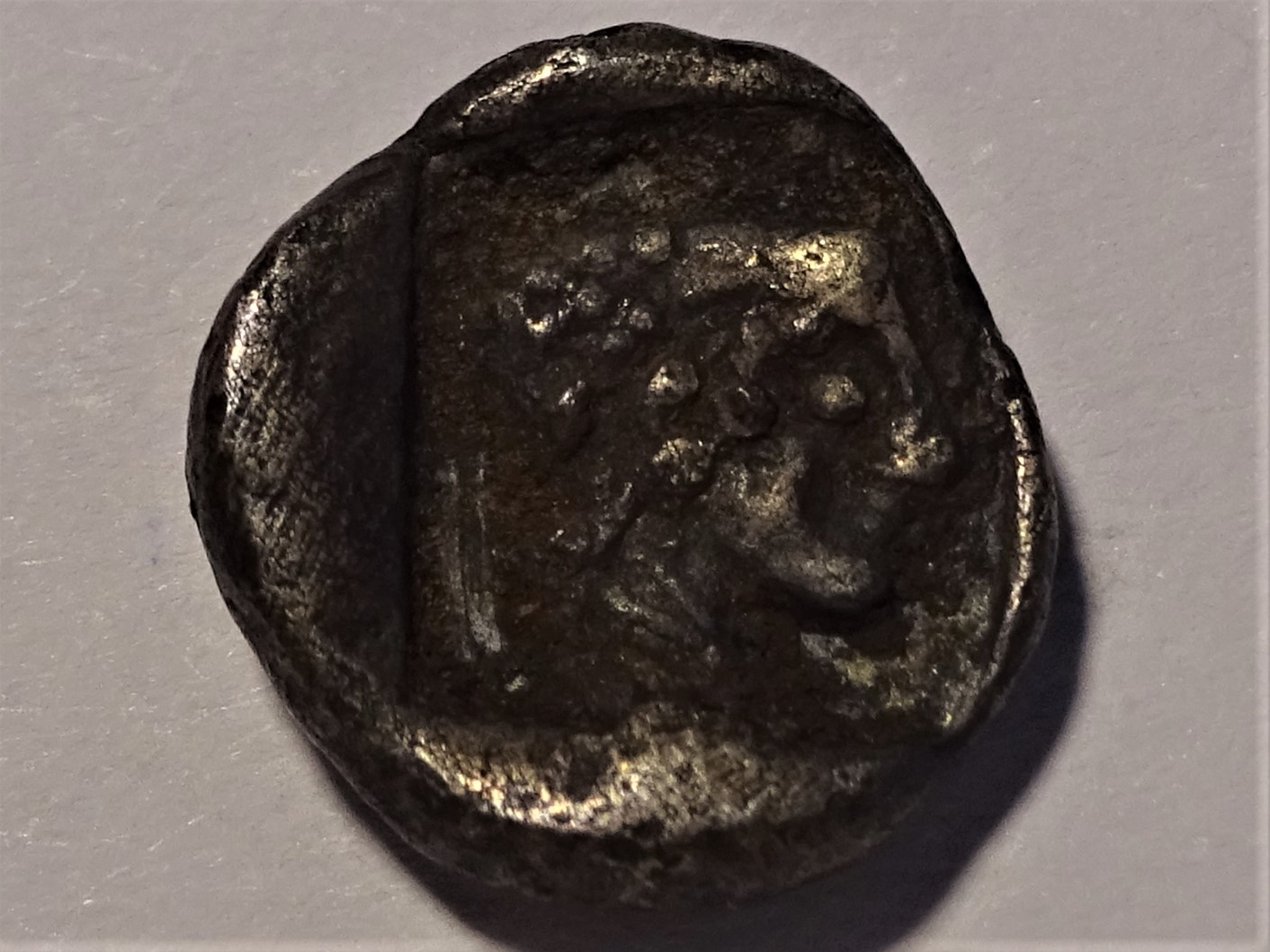
Rovescio del diobolo; testa di Afrodite

La monetazione proseguì nei secoli successivi. Durante la dominazione romana ci furono scarse emissioni, da Nerone fino a Caracalla
Tra le monete coniate in periodo imperiale vi è una copia della statua dell'Afrodite Cnidia di Prassitele